# Совєтський (Костромська область)
Совєтський (рос. Советский) — селище в Межевському районі Костромської області Російської Федерації.
Населення становить 77 осіб. Належить до муніципального утворення Совєтське сільське поселення.

## Історія
Від 1944 року населений пункт належить до Костромської області.
Від 2007 року входить до складу муніципального утворенняСовєтське сільське поселення.

## Населення
| 2008 | 2010 | 2012 | 2013 | 2014 | 2015 | 2016 |
| ---- | ---- | ---- | ---- | ---- | ---- | ---- |
| 229  | ↘167 | ↘162 | ↘151 | ↘130 | ↘116 | ↘110 |
| 2017 | 2018 | 2019 | 2020 |      |      |      |
| ↘101 | ↘96  | ↘86  | ↘77  |      |      |      |